# Georges Paulmier
Georges Paulmier (Frépillon, 24 september 1882 - Châteaudun, 30 december 1965) was een Frans wielrenner.

## Biografie
Paulmier was professioneel wielrenner van 1908 tot 1911. Hij nam driemaal deel aan de Ronde van Frankrijk en behaalde hierin twee etappeoverwinningen. Zijn beste prestatie in het eindklassement was in 1908 toen hij 6e werd.

## Belangrijkste overwinningen
1908
- 10e etappe Ronde van Frankrijk

1910
- 8e etappe Ronde van Frankrijk

## Grote rondes
Eindklasseringen in grote rondes, met tussen haakjes het aantal etappeoverwinningen.
| Jaar | Ronde van Italië | Ronde van Frankrijk | Ronde van Spanje |
| ---- | ---------------- | ------------------- | ---------------- |
| 1908 |                  | 6e (1)              |                  |
| 1909 |                  |                     |                  |
| 1910 |                  | 12e (1)             |                  |
| 1911 |                  | 16e                 |                  |